# Veronica Hart
Veronica Hart, pseudonimo di Jane Esther Hamilton (Las Vegas, 27 ottobre 1956), è un'ex attrice pornografica e regista pornografica statunitense, moglie del cineasta Michael Hunt.
Nella sua carriera ha recitato in più di 150 film (compresi alcuni ruoli in cui non erano previste scene di sesso, dopo il suo ritiro dalla carriera di pornostar) e ne ha diretti una trentina. Negli anni è stata guest star di diversi telefilm statunitensi, come Simon & Simon (Walk a Mile in My Hat, decimo episodio della quinta stagione, nel 1985) e Six Feet Under (An Open Book, quinto episodio della prima stagione, nel 2001).
Per le sue doti di recitazione, il regista Paul Thomas Anderson l'ha definita "la Meryl Streep del porno".

## Biografia
La Hart recitò in film pornografici principalmente dal 1980 al 1982 e le sue pellicole più celebri sono Sui marciapiedi di New York (Amanda by Night), Wanda Whips Wall Street, Roommates e A Scent of Heather. Circa nel 1984, iniziò a dirigere alcune puntate della serie TV Electric Blue, lavorando in contemporanea in alcuni B-Movie e come spogliarellista. A partire dagli anni novanta, è diventata regista, produttrice e montatrice di svariati film porno, recitando in qualche cameo (non sessuale) sia in produzioni mainstream che hardcore.
A seguito della vendita della VCA Pictures, la sua principale casa di produzione, ad Hustler nel 2003, Veronica Hart passò ad altre occupazioni, incluso un lavoro come guida turistica all'Erotic Heritage Museum di Las Vegas (successivamente chiuso).
Interpretò la parte di un giudice nel film Boogie Nights del 1997, e partecipò a Magnolia, altro film del regista Paul Thomas Anderson.
Nel 2014, la Hart ha intrapreso l'occupazione di educatrice sessuale in Cina. Un articolo su AVN Magazine riportò che lavorava per la catena di negozi e club per adulti "Sediva Maison".

## Riconoscimenti

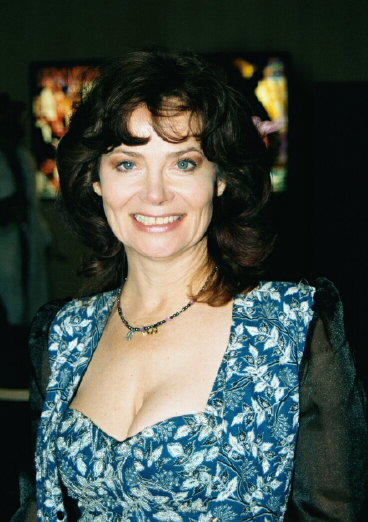
Veronica Hart all'AVN Adult Entertainment Expo di Las Vegas, Nevada, nel 2002

### Premi
- 1981
  - AFAA for Best Actress – Amanda by Night[5]
- 1982
  - AFAA Award for Best Actress – Roommates[6]
  - AFAA Award for Best Supporting Actress – Foxtrot[5]
  - CAFA Award for Best Actress – Roommates[5]
- 1996
  - AVN Award for Best Non-Sex Performance – Nylon[7]

Oltre a questi è presente nelle Hall of fame:
AVN Hall of Fame
Hustler Walk of Fame
Legends of Erotica
XRCO Hall of Fame

### Nomination
- 2001 AVN Best Director – Video for White Lightning[12]
- 2002 AVN Best Director – Film for Taken[13]
- 2003 AVN Best Director – Video for Crime and Passion[14]
- 2004 AVN Best Director – Film for Barbara Broadcast Too[15]
- 2005 AVN Best Director – Film for Misty Beethoven: The Musical[16]
- 2006 AVN Best Non-Sex Performance for Eternity[17]
- 2007 AVN Best Non-Sex Performance for Sex Pix[18]
- 2008 AVN Best Non-Sex Performance for Delilah[19]
- 2009 AVN Best Non-Sex Performance for Roller Dollz[20]

## Filmografia

### Attrice hard
- A Girl's Best Friend, regia di Henri Pachard (1978)
- Momenti blu (Woman in Love: A Story of Madame Bovary), regia di Kemal Horulu (1978)
- The Tale of Tiffany Lust, regia di Gérard Kikoïne & Radley Metzger (1979)
- Afternoon Delights, regia di Shaun Costello (1980)
- The Seduction of Cindy, regia di Leonard Kirtman (1980)
- Tara Tara Tara Tara, regia di Leonard Kirtman (1980)
- Princess, regia di Leonard Kirtman (1980)
- Pretty Looks (1980)
- Midnight Blue 2, regia di Al Goldstein (1980)
- Fascination, regia di Larry Revene (1980)
- A Scent of Heather, regia di Bill Milling (1980)
- Sui marciapiedi di New York (Amanda by Night), regia di Gary Graver (1981)
- Games Women Play, regia di Chuck Vincent (1981)
- 8 to 4, regia di Ken Gibb (1981)
- Babe, regia di John Christopher (1981)
- Between the Sheets, regia di Anthony Spinelli (1981)
- Blue Magic, regia di Larry Revene (1981)
- Delicious, regia di Bill Milling (1981)
- Confessions of Seka, regia di Leonard Kirtman (1981)
- Indecent Exposure, regia di Gary Graver (1981)
- Neon Nights, regia di Cecil Howard (1981)
- Outlaw Ladies, regia di Henri Pachard (1981)
- Pandora... il sapore della carne (Pandora's Mirror), regia di Shaun Costello (1981)
- Touch Me in the Morning, regia di Ken Gibb (1981)
- Twilite Pink, regia di Robert Michaels (1981)
- Angel Buns, regia di David Buckley (1981)
- American Desire, regia di Lasse Braun (1981)
- Roommates, regia di Chuck Vincent (1981)
- Beauty, regia di Shaun Costello (1982)
- Center Spread Girls, regia di Gary Graver (1982)
- Foxtrot, regia di Cecil Howard (1982)
- Liquid A$$ets, regia di Roberta Findlay (1982)
- Little Girls Lost..., regia di Ted Roter (1982)
- The Playgirl, regia di Roberta Findlay (1982)
- Puss 'n Boots, regia di Chuck Vincent (1982)
- Society Affairs, regia di Gary Graver (1982)
- The Starmaker, regia di Ron Feilen & Ken Yontz (1982)
- Wanda Whips Wall Street, regia di Larry Revene (1982)
- Febbre del piacere (Urban Cowgirls), regia di Jonathan Lucas (1982)
- Alexandra... oltre i confini del sesso (Alexandra), regia di Tim McDonald (1983)
- Dixie Ray la signora del marciapiede (Dixie Ray Hollywood Star), regia di Anthony Spinelli (1983)
- L'angelo del sesso (Heaven's Touch), regia di Shaun Costello (1983)
- Una donna scandalosa (In Love), regia di Chuck Vincent (1983)
- Once Upon a Secretary, regia di Ron Jeremy (1983)
- Private Schoolgirls, regia di Jack Bravman (1983)
- Silk Satin Sex, regia di Lawrence Talbot (1983)
- Blowing Your Mind, regia di Joseph W. Sarno (1984)
- Firestorm, regia di Cecil Howard (1984)
- Eighth Erotic Film Festifal, regia di Jack Genero (1984)
- Porn Star of the Year Contest (1984)
- Electric Blue 12 (1984)
- Electric Blue 17 (1984)
- Bordello: House of the Rising Sun, regia di Chuck Vincent (1985)
- Naked Scents, regia di Elissa Christine (1985, non accreditata)
- Super Seka (1985)
- Sex Crimes 2084, regia di Chuck Vincent (1985)
- Ecstasy Girls II, regia di Gary Graver (1985)
- Firestorm II: The Angel Blade, regia di Cecil Howard (1987)
- Electric Blue 56 (1987)
- The Final Taboo, regia di Henri Pachard (1988)
- Satisfaction Jackson, regia di Henri Pachard (1988)
- Sensual Escape (1988)
- Amanda by Night 2, regia di Jack Remy (1988)
- Good Vibrations, regia di Jack Remy (1991)
- Good Vibrations 2, regia di Jack Remy (1991)
- Two Hearts, regia di Gloria Leonard (1992)
- Nonsolohard (American Garter), regia di Gloria Leonard & Henri Pachard (1993)
- Black Orchid, regia di Michael Ninn (1993)
- Sex Academy, regia di Marc Cushman (1993)
- Only the Very Best on Film (1993)
- Real TIckeTS 1, regia di Wesley Emerson & Jim Holliday (1993)
- Be Careful What You Wish For, regia di Sharon Mitchell (1994)
- No Man's Land 10, regia di Wesley Emerson (1994)
- Pajama Party X, regia di Max Hardcore & Steven Katz (1994)
- Sex, regia di Michael Ninn (1994, cameo)
- Latex, regia di Michael Ninn (1995)
- Nylon, regia di Nick Orleans (1995)
- Real TIckeTS 2, regia di Wesley Emerson & Jim Holliday (1995)
- Sex 2: Fate, regia di Michael Ninn (1995)
- Ancient Secrets of the Kama Sutra, regia di Brad Armstrong (1996)
- Exstasy, regia di Gary Graver (1996)
- My Surrender, regia di Candida Royalle (1996)
- Risque Burlesque 2, regia di Jim Enright (1996)
- Scotty's X-rated Adventure, regia di Nick York (1996)
- The Ultimate Fantasy, regia di Joseph F. Robertson (1996)
- Appassionata, regia di Asia Carrera & Bud Lee (1997)
- Cafe Flesh 2, regia di Anthony R. Lovett (1997)
- Essentially Juli, regia di Mark Stone (1997)
- Ritual, regia di Michael Ninn (1998)
- Just One More Time, regia di Bud Lee (1998)
- Still Insatiable, regia di Veronica Hart (1998)
- Crossroads, regia di Brad Armstrong (1999)
- Magnum Love, regia di Bob Chinn (1999)
- Dream Catcher, regia di Michael Ninn (1998)
- Exile, regia di Brad Armstrong (1998)
- Flashpoint, regia di Brad Armstrong (1998)
- LA Fashion Girls, regia di Jim Holliday (1998)
- Pushover, regia di Jace Rocker (1999)
- Torn, regia di Veronica Hart (1999)
- The Wicked Temptress, regia di Fred J. Lincoln (1999)
- Wildflower, regia di Bud Lee (1999, non accreditata)
- Dream Quest - La regina dei sogni (Dream Quest), regia di Brad Armstrong (2000, cameo)
- Blonde Fury, regia di Bob Chinn (2001)
- Edge Play, regia di Veronica Hart (2001)
- Crime and Passion, regia di Veronica Hart (2002)
- Makin' It, regia di Brad Armstrong (2002)
- Bella Loves Jenna, regia di Justin Sterling (2003)
- Chasing Destiny, regia di Veronica Hart (2003)
- Can You Be A Pornstar? 3 & 4, regia di Faye Kneighm (2004)
- Babes in Black, regia di James Avalon (2005)
- Eternity, regia di Brad Armstrong (2005)
- Sex Pix, regia di James Avalon (2005)
- Ammucchiate anali, regia di Giorgio Grand (2006)
- Nasty Girls Wide Open, regia di Nick Orleans (2006)
- Tailgunners, regia di Nick Orleans (2006)
- Neu Wave Hookers, regia di Eon McKai (2006)
- She Bangs!, regia di James Avalon (2006)
- Delilah, regia di Michael Raven (2007)
- Touched, regia di Randy Spears (2007)
- Two, regia di Randy Spears (2008)
- Roller Dollz, regia di James Avalon (2008)
- Sugar Town, regia di Dave Naz (2008)
- The Trouble with Young Girls, regia di Randy Spears (2008)
- Kayden's Frisky Business, regia di Jim Malibu (2009)
- The Lifestyle, regia di Stormy Daniels (2009)
- This Ain't Hell's Kitchen XXX, regia di Stuart Canterbury (2009, cameo non sessuale)
- Hush, regia di Michael Raven (2009)
- Oriental Babysitters, regia di Randy Spears (2009)
- Cougars of Boobsville, regia di Jim Malibu (2010)
- My Girlfriend's Mother, regia di Nica Noelle (2011)
- Lesbian House Hunters Part 6 (2011)
- My Mother's Best Friend 3, regia di Nica Noelle (2011)
- Cherry, regia di Kay Brandt (2011)
- Imperfect Angels 11, regia di Dan O'Connell (2011)
- My Sister Celine, regia di Nica Noelle (2012)
- The Perfect Secretary 3: The New Recruit, regia di Nick Orleans (2013)
- The Escort 2, regia di James Avalon (2014)
- Mother Daughter Affair, regia di James Avalon (2014)
- Student Bodies 3, regia di James Avalon (2015)
- Weekend to Remember, regia di Stormy Daniels (2016, non accreditata)
- Lefty, regia di Dana Vespoli (2016)
- Vendetta, regia di Stormy Daniels (2017, non accreditata)
- Never Forgotten, regia di Stormy Daniels (2018, non accreditata)
- Highway Home, regia di Stormy Daniels (2018)

### Attrice
- La maschera della morte (Death Mask), regia di Richard Friedman (1984)
- Servizio... a domicilio (Delivery Boys), regia di Ken Handler (1985)
- Sex Appeal, regia di Chuck Vincent (1986)
- Wimps - Studiosi, sfigati e porcelloni... (Wimps), regia di Chuck Vincent (1986)
- Quando uno sguardo può uccidere (If Looks Could Kill), regia di Chuck Vincent (1986)
- Super infermiere... lezione di anatomia maschile (Young Nurses in Love), regia di Chuck Vincent (1987)
- Ragazze sotto chiave (Slammer Girls), regia di Chuck Vincent (1987)
- Follia! (Deranged), regia di Chuck Vincent (1987)
- Student Affairs, regia di Chuck Vincent (1987)
- New York's Finest, regia di Chuck Vincent (1987)
- Hollywood Erotic Film Festival, regia di Robert Niosi (1987)
- Sensations, regia di Chuck Vincent (1988)
- Bad Blood, regia di Chuck Vincent (1988)
- Tattoo Vampire, regia di Albert Jaccoma (1988)
- Cleo/Leo, regia di Chuck Vincent (1989)
- Gli occhi indiscreti di uno sconosciuto II (Bedroom Eyes II), regia di Chuck Vincent (1989)
- Enrapture, regia di Chuck Vincent (1989)
- I sogni più pazzi (Wildest Dreams), regia di Chuck Vincent (1990)
- Sexpot, regia di Chuck Vincent (1990)
- Party Girls, regia di Chuck Vincent (1990)
- Bloodsucking Pharaohs in Pittsburgh, regia di Dean Tschetter (1991)
- Ruby - Il terzo uomo a Dallas (Ruby), regia di John Mackenzie (1992)
- Feast, regia di Mike Tristano (1992)
- Alien Intruder, regia di Ricardo Jacques Gale (1993)
- Beauty School, regia di Ernest G. Sauer (1993)
- Boogie Nights - L'altra Hollywood (Boogie Nights), regia di Paul Thomas Anderson (1998)
- Magnolia, regia di Paul Thomas Anderson (1999)
- Scandal: Sin in the City, regia di Melissa Monet (2001)
- Little Shop of Erotica, regia di Ernest G. Sauer (2001)
- Deviant Vixens 2, regia di Brad Hill (2002)
- Parasomnia, regia di William Malone (2008)
- One-Eyed Monster, regia di Adam Fields (2008)

### Regista
- Taste of Ambrosia (1988)
- Right Connection (1995)
- Adam And Eve's House Party 1 (1996)
- Adam And Eve's House Party 3 (1996)
- Shayla's Swim Party (1996)
- Telephone Expose (1996)
- Adam And Eve's On Line Party (1997)
- Deep Inside Felecia (1997)
- Deep Inside Missy (1997)
- Deep Inside Nikki Sinn (1997)
- Deep Inside Shayla LaVeaux (1997)
- Fountain of Innocence (1997)
- L.A. Lust (1997)
- Lady Luck (1997)
- Rear View Mirror (1997)
- Love's Passion (1998)
- Still Insatiable (1998)
- Undercover Desires (1998)
- Wrong Snatch (1998)
- Booby Trap (1999)
- Deep Inside Nina Hartley 2 (1999)
- Torn (1999)
- White Lightning (1999)
- Being With Juli Ashton (2000)
- Dark Chambers (2000)
- Older Women Hotter Sex (2000)
- Taken (2000)
- Dangerous Games (2001)
- Edge Play (2001)
- Crime and Passion (2002)
- Deep Inside Ashlyn Gere (2002)
- Deep Inside Julie Meadows (2002)
- Lost Hienie (2002)
- Sinful Rella (2002)
- Sunset Stripped (2002)
- Barbara Broadcast Too (2003)
- Love And Bullets (2003)
- Truckstop Trixie (2003)
- Chasing Destiny (2004)
- Misty Beethoven: The Musical (2004)
- To Protect And Service (2004)
- Lucky Stiff (2008)
- Twisted Tails (2008)